# Sylvio Pirillo
Sylvio Pirillo Cesarino, noto come Sylvio Pirillo (Porto Alegre, 26 luglio 1916 – Porto Alegre, 22 aprile 1991), è stato un calciatore e allenatore di calcio brasiliano, di ruolo attaccante.

## Caratteristiche tecniche
Giocava come attaccante, ricoprendo il ruolo di centravanti. Durante la sua carriera risaltò per le sue doti di finalizzatore e per la sua abilità tecnica.

## Carriera

### Giocatore

#### Club
Dopo aver mosso i primi passi nel professionismo calcistico con l'Americano, si trasferì all'Internacional, ove si impose come un attaccante prolifico; dopo aver disputato il Campionato Gaúcho con la compagine di Porto Alegre, si risolse a espatriare, scegliendo quale meta l'Uruguay.
Con il Peñarol di Montevideo giocò fino al 1941, anno in cui si trasferì al Flamengo di Rio de Janeiro, con la cui maglia debuttò il 4 maggio contro il Madureira. Il periodo al Flamengo fu il più fortunato per Pirillo, che realizzò molte reti e entrò nelle grazie della tifoseria. Alla sua prima stagione, le sue 39 reti nel Campionato Carioca lo resero il miglior marcatore, stabilendo inoltre un nuovo primato: prima di lui, il maggior numero di gol era 30, realizzate da Leônidas nella stagione precedente con la maglia dello stesso Flamengo.
Nel triennio successivo arrivarono tre vittorie nel campionato statale e Pirillo si attestò sempre sopra le venti segnature stagionali, arrivando il 13 settembre 1942 a realizzarne cinque in un solo incontro, Flamengo-América-RJ 8-5; pur senza vittorie a livello di club, il centravanti continuò a far bene a livello personale, realizzando molti gol.
Nel 1948 si trasferì al Botafogo, fresco di vittoria del Torneio Início, e con tale formazione vinse il suo quarto Carioca individuale, nel 1948. Nel 1952 cessò l'attività di giocatore, per iniziare quasi subito dopo quella di allenatore.

#### Nazionale
Pirillo ebbe una carriera in Nazionale tanto breve quanto fruttuosa: debuttò il 14 gennaio allo Stadio del Centenario di Montevideo contro il Cile, e marcò una tripletta. Schierato da titolare dal tecnico Adhemar Pimenta, Pirillo giocò contro Argentina e Uruguay e tornò al gol il 31 gennaio contro l'Ecuador: ancora una volta si trattò di una triplice marcatura.

### Allenatore
La carriera in panchina di Pirillo cominciò con la squadra che lo aveva visto cessare la carriera da giocatore, il Botafogo. Passò poi al Bonsucesso e al Fluminense, con cui vinse il suo primo titolo, il Torneo Rio-San Paolo del 1957. In quello stesso anno fu chiamato dalla Confederação Brasileira de Desportos per guidare la Nazionale maggiore durante la Copa Roca: Pirillo incluse tra i convocati il giovane Pelé e lo fece debuttare il 7 luglio, sostituendolo a Del Vecchio. La selezione brasiliana ottenne la vittoria nella competizione, ma a Pirillo subentrò Pedrinho e il tecnico tornò al suo lavoro al Fluminense.
Nel 1959 allenò l'Internacional mentre dal 1959 al 1960 fu responsabile del Corinthians. Nel 1962 la CBD lo contattò nuovamente, stavolta per proporgli l'incarico di selezionatore della Nazionale Olimpica che prendeva parte al torneo sudamericano giovanile. Pirillo accettò l'incarico e sedette in panchina durante la competizione, registrando tre vittorie e un pareggio, contro l'Argentina. Dopo aver diretto un'ultima volta la squadra in un'amichevole contro il San Paolo, lasciò il posto a Antoninho.
Dal 1963 al 1964 fu tecnico del Palmeiras: alla guida del club di San Paolo gli incontri furono 48. Nel 1965 ebbe un breve passaggio alla Juventus-SP, mentre nel 1967-1968 allenò il San Paolo. La sua carriera di allenatore proseguì negli Stati di Paraná, Bahia e Espírito Santo; tornò a San Paolo nel 1974, portando il Corinthians al secondo posto nel Campionato Paulista. Nel 1980 chiuse anche la sua esperienza da tecnico con il Rio Claro.

## Statistiche

### Cronologia presenze e reti in Nazionale[8]
| Cronologia completa delle presenze e delle reti in nazionale ― Brasile | Cronologia completa delle presenze e delle reti in nazionale ― Brasile | Cronologia completa delle presenze e delle reti in nazionale ― Brasile | Cronologia completa delle presenze e delle reti in nazionale ― Brasile | Cronologia completa delle presenze e delle reti in nazionale ― Brasile | Cronologia completa delle presenze e delle reti in nazionale ― Brasile | Cronologia completa delle presenze e delle reti in nazionale ― Brasile | Cronologia completa delle presenze e delle reti in nazionale ― Brasile |
| Data                                                                   | Città                                                                  | In casa                                                                | Risultato                                                              | Ospiti                                                                 | Competizione                                                           | Reti                                                                   | Note                                                                   |
| ---------------------------------------------------------------------- | ---------------------------------------------------------------------- | ---------------------------------------------------------------------- | ---------------------------------------------------------------------- | ---------------------------------------------------------------------- | ---------------------------------------------------------------------- | ---------------------------------------------------------------------- | ---------------------------------------------------------------------- |
| 14-1-1942                                                              | Montevideo                                                             | Brasile                                                                | 6 – 1                                                                  | Cile                                                                   | Campeonato Sudamericano de Football                                    | 3                                                                      |                                                                        |
| 17-1-1942                                                              | Montevideo                                                             | Brasile                                                                | 1 – 2                                                                  | Argentina                                                              | Campeonato Sudamericano de Football                                    | -                                                                      |                                                                        |
| 21-1-1942                                                              | Montevideo                                                             | Brasile                                                                | 2 – 1                                                                  | Perù                                                                   | Campeonato Sudamericano de Football                                    | -                                                                      |                                                                        |
| 24-1-1942                                                              | Montevideo                                                             | Uruguay                                                                | 1 – 0                                                                  | Brasile                                                                | Campeonato Sudamericano de Football                                    | -                                                                      |                                                                        |
| 31-1-1942                                                              | Montevideo                                                             | Brasile                                                                | 5 – 1                                                                  | Ecuador                                                                | Campeonato Sudamericano de Football                                    | 3                                                                      |                                                                        |
| Totale                                                                 |                                                                        | Presenze                                                               | 5                                                                      |                                                                        | Reti (63º posto)                                                       | 6                                                                      |                                                                        |

## Palmarès

### Giocatore

#### Club
- Campionato Carioca: 4

Flamengo: 1942, 1943, 1944
Botafogo: 1948

#### Nazionale
- Campeonato Sudamericano de Football: 1

Uruguay 1942

#### Individuale
- Capocannoniere del Campionato Carioca: 1

1941 (39 gol)

### Allenatore

#### Club
- Torneo Rio-San Paolo: 1

Fluminense: 1957

#### Nazionale
- Copa Roca: 1

1957